# 第17届中国电视金鹰奖
第17届中国电视金鹰奖颁奖晚会于1999年8月18日在深圳未来时代广场举行，由李湘、亚宁主持。中央电视台综合频道在8月21日晚20:10播出晚会实况。组委会在历时7个月的评选过程中发行选票约1000万张，共收到选票1412331张，创下了当时自金鹰奖评奖以来的最高记录，本届奖项数由上届的62个奖项大幅增加至125个，是金鹰奖有史以来设置奖项最多的一届。

## 电视剧类得奖名单

### 优秀长篇连续电视剧
- 《还珠格格》（最佳）制作：湖南经济电视台
- 《红处方》制作：天津电视台制作中心新视野工作室
- 《啊，山还是山》制作：羊城铁路总公司电视制作中心
- 《雍正王朝》制作：长沙电视台、中央电视台影视部、北京同道文化发展有限公司
- 《牵手》制作：中央电视台影视部
- 《婆婆·媳妇·小姑》制作：上海东方电视台、上海南国影业公司、上海谢晋一恒通影视公司、上海安氏影视传播有限公司、上海电影电视(集团)公司
- 《毕业生》制作：陕西电视台、陕西电视台汉唐电视剧工作室
- 《姐妹》制作：广州电视剧制作中心、广州电视台、广州红太阳文化传播有限公司、广州陈小奇音乐有限公司
- 《绍兴师爷》制作：绍兴电视台、浙江华新影视有限责任公司
- 《天若有情》制作：南京电视台、中央电视台、江苏电视台、上海电视台、江苏华信影视传播有限公司

### 优秀中篇连续电视剧
- 《呼唤》（最佳）制作：天津电视台电视剧制作中心、中共天津市纪律检查委员会
- 《朱德上井冈》制作：南京军区电视艺术中心、兰州军区电视艺术中心、江西电视台、上海东方电视台、南京电视台、中央电视台影视部
- 《少奇同志》制作：海军政治部电视艺术中心、中国银行、中央电视台影视部
- 《虎踞钟山》制作：南京军区政治部前线话剧团、中央电视台影视部、南京有线电视台
- 《大学女孩》制作：中央电视台影视部、吉林市电视台
- 《济南战役》制作：济南军区前卫艺术中心、中央电视台、济南电视台
- 《走过秋冬春夏》制作：南宁有线电视台、中央电视台影视部
- 《笑傲苍穹》制作：空军电视艺术中心、中央电视台影视部、中国航空工业总公司宣传部

### 优秀短篇电视剧
- 《太阳出山岗》（最佳）制作：天津电视台电视剧制作中心、中央电视台影视部
- 《女兵甘甜》制作：南京军区政治部文化部、中央电视台影视部、江苏沐阳电视台
- 《纺织女工》制作：山东潍坊电视台、中央电视台影视部、山东电视剧制作中心
- 《百姓记者》制作：黑龙江省电视艺术家协会、哈尔滨日报社、中央电视台影视部、哈尔滨市委宣传部
- 《小哨所》制作：中国人民解放军第二炮兵政治部电视艺术中心、中央电视台影视部

### 优秀儿童电视剧
- 《少年英雄王二小》（最佳）制作：河北省影视艺术家协会、河北省文学艺术界联合会、石家庄军兴实业总公司、河北电影电视剧制作中心
- 《小萝卜头》制作：江苏电视台、徐州电视台、南京北泉文化公司
- 《花季雨季》制作：深圳市金杉影视策划公司、南京市有线电视台
- 《蓝月亮》制作：泰安电视台、山东影视制作中心、中央电视台

### 优秀戏曲电视剧
- 《王昭君》（最佳）制作：江苏电视台、江苏省文化艺术发展基金会
- 《狸猫换太子》制作：上海电视台、中央电视台
- 《啼笑姻缘》制作：安徽电视台、中央电视台中国电视剧制作中心
- 《变脸》制作：四川电视台电视剧制作中心、四川省川剧院、中央电视台

### 优秀合拍电视剧
- 《真命小和尚之十二铜人》（最佳）制作：上海永乐电影电视集团公司、新加坡电视机构
- 《花落花开》制作：南京电视台、台湾超群传播公司
- 《雍正小蝶年羹尧》制作：天津电视台、九州音像出版公司、台湾永真电视电影公司

### 单项奖

#### 长篇电视剧类(含戏曲、儿童、合拍电视剧)
- 最佳编剧：刘和平、罗强烈《雍正王朝》
- 最佳导演：杨阳《牵手》
- 最佳摄像：马宁《牵手》
- 最佳照明：杜朋《红处方》
- 最佳剪辑：刘淼淼《雍正王朝》
- 最佳美术：秦多《雍正王朝》
- 最佳音乐：徐沛东《雍正王朝》
- 最佳录音：朱江、林海、郝学术《红处方》

#### 中、短篇电视剧类(含戏曲、儿童、合拍电视剧)
- 最佳编剧：龙太岭、丛正里、殷习华、孙颖《济南战役》
- 最佳导演：孙波《少奇同志》
- 最佳摄像：汪洋、刘跃进、李心安《济南战役》
- 最佳照明：嵇中传《变脸》
- 最佳剪辑：莫珊《变脸》
- 最佳美术：空缺
- 最佳音乐：郭鼎立《济南战役》
- 最佳录音：林海《太阳出山岗》

### 最佳男主角
| 獲獎者                     | 提名奖（优秀男主角）                                                                 | 頒獎嘉賓       |
| -------------------------- | ------------------------------------------------------------------------------------ | -------------- |
| 唐国强《雍正王朝》中饰雍正 | - 吴若甫《牵手》中饰钟锐 - 程建勋《虎踞钟山》中饰刘伯承 - 唐国强《雍正王朝》中饰雍正 | 张铁林、奚美娟 |

### 最佳女主角
| 獲獎者                     | 提名奖（优秀女主角）                                                             | 頒獎嘉賓       |
| -------------------------- | -------------------------------------------------------------------------------- | -------------- |
| 赵薇《还珠格格》中饰小燕子 | - 赵薇《还珠格格》中饰小燕子 - 常远《姐妹》中饰殷小荠 - 蒋雯丽《牵手》中饰夏晓雪 | 张铁林、奚美娟 |

### 最佳男配角
| 獲獎者                   | 提名奖（优秀男配角）                                                             | 頒獎嘉賓 |
| ------------------------ | -------------------------------------------------------------------------------- | -------- |
| 焦晃《雍正王朝》中饰康熙 | - 王绘春《雍正王朝》中饰八爷 - 严志成《牵手》中饰丁丁 - 焦晃《雍正王朝》中饰康熙 |          |

### 最佳女配角
| 獲獎者                           | 提名奖（优秀女配角）                                                                   | 頒獎嘉賓 |
| -------------------------------- | -------------------------------------------------------------------------------------- | -------- |
| 杨昆《婆婆·媳妇·小姑》中饰仇家珠 | - 杨昆《婆婆·媳妇·小姑》中饰仇家珠 - 何琳《牵手》中饰夏晓冰 - 盖丽丽《银楼》中饰李夫人 |          |

### 优秀电视剧歌曲
- 得民心者得天下《雍正王朝》（最佳）
- 清官难断家务事《婆婆·媳妇·小姑》
- 好姐妹《姐妹》

## 电视文艺节目类得奖名单

### 优秀综合性文艺节目
- 《1999年中央电视台春节联欢晚会》（最佳）中央电视台文艺部
- 《我们万众一心——大型赈灾义演晚会》中央电视台文艺部、中华慈善总会、中国红十字会
- 《相约98——纪念香港回归一周年大型晚会》中央电视台戏曲音乐部
- 《走进新时代》中央电视台戏曲音乐部、中共深圳市委宣传部
- 《抗洪精神颂》中央电视台戏曲音乐部
- 《双重喜庆——九九年春节贺岁特别节目》重庆电视台文艺部、香港凤凰卫视

### 优秀电视专题文艺节目
- 《旋转舞台》春节特辑——维也纳的东方神韵 （最佳）中央电视台文艺部
- 《民歌魂》北京电视台文艺部
- 《黄河歌谣》济南电视台
- 《艺苑风景线——王馥荔专辑》中国广播艺术团、中央电视台
- 《家在云之南》上海电视台文艺中心、上海非凡艺术有限公司
- 《伊犁河情思》新疆经济电视台

### 优秀电视文学专题节目
- 《无名烈士祭》山东电视台
- 《记忆中的一位少女》浙江电视台文艺部

### 优秀音乐电视节目
- 《相约九八》（最佳）　中央电视台戏曲音乐部
- 《让世界充满爱》　中央电视台戏曲音乐部
- 《山路十八弯》　湖北电视台文艺部、千里马集团
- 《花季雨季》　深圳市青少年活动中心、中央电视台、深圳市委宣传部
- 《九九归一》　中央电视台戏曲音乐部、新华社澳门分社文宣部、福建电视台音乐电视创作室
- 《昭君出塞》　辽宁电视台文艺部
- 《嘎纽纽》　　河北电视台青少部
- 《龙子龙孙》　河北电视台文艺部

### 单项奖
- 最佳导演：陈雨露《我们万众一心——大型赈灾义演晚会》
- 最佳摄像：高军　《记忆中的一位少女》
- 最佳美术：樊跃　《走进新时代》
- 最佳照明：蔡尉等《1999年中央电视台春节联欢晚会》
- 最佳录音：梁柏强《我们万众一心——大型赈灾义演晚会》
- 最佳音乐：侯钧　《民歌魂》
- 最佳音乐电视创意：尹建平《山路十八弯》

## 电视纪录片类得奖名单

### 优秀长篇电视纪录片
- 《澳门岁月》（最佳）  中央电视台社教中心纪录片部
- 《中华之盾》　　中华人民共和国海关总署办公厅、中央电视台
- 《中国博物馆》　深圳市委宣传部、国家文物局
- 《改革开放二十年》   中央电视台纪录片部
- 《中国人》　　　　中央电视台社教中心纪录片部、全国各地方电视台
- 《决战九江》　　　九江电视台
- 《晋察冀文艺兵》　保定电视台
- 《共和国之最》　　浙江影视创作所、中共浙江省委宣传部、中国教育电视台、《人民日报社》、《解放军报社》

### 优秀短篇电视纪录片
- 《真心英雄》（最佳）　　　　　天津电视台专题部
- 《希望从这里延伸》　　　　　　新疆经济电视台
- 《中国军医和英国战俘》　　　　河南电视台国际部
- 《来自无声世界的报告》　　　　大连电视台纪录片创作室
- 《苗家三姐妹》　　　　　　　　贵州电视台
- 《生活特别记录——爱的故事》　浙江电视台社教部《生活》栏目
- 《本色》　　　　　　　　　　　河南电视台专题部
- 《应聘妈妈》　　　　　　　　　四川电视台国际部

### 单项奖
- 最佳编导：李凯、胡铮《澳门岁月》
- 最佳摄像：胡铮、多吉《澳门岁月》
- 最佳剪辑：空缺
- 最佳录音：王庆武、锁国庆、冯奇、王建康　《晋察冀文艺兵》

## 电视动画片类得奖名单

### 作品奖
- 《小糊涂神》（最佳）　　深圳日中天动画艺术有限公司、中央电视台动画片部
- 《济公传奇》　　中央电视台动画片部
- 《阿笨猫》　　　中央电视台动画片部
- 《小贝流浪记》　中央电视台动画片部、北京科学教育电影制片厂
- 《封神榜传奇》　上海美术电影制片厂
- 《小精灵灰豆》　中央电视台动画片部、北京科学教育电影制片厂

### 单项奖
- 最佳编剧：孙幼军《小贝流浪记》
- 最佳导演：蔡志军、庞宇萍、魏星、亢宝晶、邵建明、李国英、朱虹等《阿笨猫》
- 最佳形象设计：马守宏《小糊涂神》
- 最佳场景设计：俞臻彦《封神榜传奇》
- 最佳音乐：梁钢《阿笨猫》

## 争议
- 1999年9月3日出版的《南方周末》刊登《金鹰奖获奖办法一种》一文，披露了南宁有线电视台为其制作的电视剧《走过秋冬春夏》争取“金鹰奖”，特别加印13万份印有选票的《广西广播电视报》，并组织员工从当地有线电视用户名册选取投票人姓名并寄发，最终以123646票获得优秀中篇电视剧奖[2]。